# Pyrrhula crassa
Pyrrhula crassa (лат.) — вымершая форма воробьиных птиц из рода снегирей семейства вьюрковых, бывшая эндемиком острова Graciosa (Азорские острова). Известна по ископаемым субфоссильным остаткам, которые в целом напоминают современного азорского снегиря. Судя по размерам черепа, вымершая птица была крупнейшим[уточнить] представителем своего рода. Это первый описанный с Азорских островов вымерший представитель воробьинообразных.
Однако оценка, сделанная группой учёных, обнаруживших ископаемые останки, оказалась неверной. Размеры этого снегиря находятся в пределах известного диапазона размеров представителей данного рода. Для сравнения параметров линейных размеров авторы статьи взяли образцы, которые были в их распоряжении, но не представляли всего разнообразия размеров снегирей. Даже по визуальной оценке, величина вымершей формы примерно соответствует  обыкновенному снегирю, ныне обитающему в Сибири, или даже немного меньше его. А для сравнения авторами был взят череп самого мелкого подвида обыкновенного снегиря.
По рекомендации ведущих палеонтологов, отличия в размерах ископаемых форм птиц от ныне живущих не является основанием для отнесения таковых к самостоятельным видам. Получается, что статус вновь описанной вымершей формы снегиря весьма спорный. Даже по мнению самих авторов, обнаруженные ими останки в целом напоминают азорского снегиря. Таким образом, данная форма может считаться лишь вымершим подвидом азорского снегиря, но никак не самостоятельным видом, который отличается от живущего на Азорских островах снегиря всего лишь незначительными отличиями в размерах, которые у ныне живущих форм снегирей формировались всего за 10-12 тыс. лет.

## Вымирание
Вымирание этих птиц относят ко времени португальской колонизации островов, во время которой, возможно, уничтожение среды обитания и завоз инвазивных видов привели к уничтожению этого вида в результате истощения местных монтеверде, в которых птицы, предположительно, обитали.